# Andriej Otroszczenko
Andriej Makarowicz Otroszczenko (ros. Андрей Маракович Отрощенко; ur. 19 sierpnia 1902, zm. 1993) – funkcjonariusz radzieckiego wywiadu OGPU/Głównego Zarządu Bezpieczeństwa Państwowego (Pierwszy Zarząd Główny Komitetu Bezpieczeństwa Państwowego)/NKGB/MGB/MWD, m.in. pracownik wywiadu nielegalnego INO Głównego Zarządu Bezpieczeństwa Państwowego w Iranie i rezydent I Zarządu Głównego KGB w Teheranie

## Życiorys
Urodzony 19 sierpnia 1902 roku w mieście Taszkent, dzisiejszej stolicy Uzbekistanu, w rodzinie robotników. W latach 20. uczęszczał na miejscowy uniwersytet.
W 1924 roku rozpoczął służbę w organach bezpieczeństwa okręgu turkiestańskiego OGPU i do 1931 r. służył w wojskach OGPU w środkowej Azji. Następnie w marcu 1931 roku rozpoczął pracę w wywiadzie zagranicznym OGPU (INO) i w tym samym roku został skierowany do rezydentury w mieście Meszhedzie w Iranie, gdzie służył do 1936 roku jako zastępca rezydenta OGPU ZSRR przy Konsulacie Generalnym a od 1934 jako zastępca a następnie rezydent NKWD ZSRR. Przebywając w Iranie Otroszczenko odniósł znaczne sukcesy w werbowaniu informatorów do pracy dla wywiadu radzieckiego, a także w rozpracowywaniu tzw. białej imigracji antybolszewickiej. Po powrocie z Iranu został skierowany do pracy w centrali Oddziału Zagranicznego (INO) Głównego Zarządu Bezpieczeństwa Państwowego i podjął służbę w Sektorze Bliskiego Wschodu. Decyzją Sekretariatu Komitetu Centralnego (WKP(b) nr 71/598g z dnia 9 lipca 1937 roku został mianowany Sekretarzem poselstwa radzieckiego w Iranie. Przebywał tam w latach 1937–1939, podczas tego pobytu zwerbował do współpracy z wywiadem radzieckim przedstawiciela japońskiego poselstwa w Teheranie. Przekazywał on niejawne dokumenty japońskiego Ministerstwa Spraw Zagranicznych. Mimo sukcesów w Teheranie, Otroszczenko został odwołany z powrotem do Związku Radzieckiego. Po powrocie do Moskwy w styczniu 1939 roku został aresztowany przez kontrwywiad NKWD ZSRR i oskarżony o szpiegostwo na rzecz obcego wywiadu. Przez następne dziewięć i pół miesiąca był intensywnie przesłuchiwany przez organy kontrwywiadu NKWD, przeżył tylko dlatego, że nie przyznał się do winy. Po zakończeniu śledztwa przez NKWD wraca do pracy wywiadzie zagranicznym, gdzie pozostaje w rezerwie operacyjnej w 5 Wydziale Głównego Zarządu Bezpieczeństwa Państwowego do lipca 1940 roku. Przeniesiony do organów kontrwywiadu regionu Odeskiego na stanowiska m.in. szefa 3 Oddziału 3 Wydziału UGB UNKWD, z-ca naczelnika, naczelnik Oddziału Kontrwywiadowczego (KRO) Zarządu UNKGB, i do października 1941 ponownie UNKWD w tym samym rejonie.
Po wybuchu wojny niemiecko-radzieckiej w czerwcu 1941 roku i szybkich postępach wojsk niemieckich brał udział w obronie Odessy.
Następnie przez resztę wojny i do 1946 roku) zajmował kierownicze stanowiska w Pierwszym Zarządzie (wywiad) Ludowego Komisariatu Spraw Wewnętrznych, a następnie Ludowego Komisariatu Bezpieczeństwa Państwowego (NKGB). M.in. zastępca naczelnika 2 Wydziału (wywiad na terenie Iranu, Afganistanu, Indii oraz wśród emigracji Kaukazkiej, 5 Oddziału (odpowiedzialny za wywiad na Bliski Wschód, Kaukaz emigracje przy 1. Zarządzie NKWD ZSRR, następnie od 1 kwietnia 1942 do 27 czerwca 1946 roku naczelnik 5 Oddziału 1. Zarządu NKWD-NKGB i 1. Zarządu Głównego MGB
Sprawując powyżej wymienione stanowiska Otroszczenko wykonywał także inne zadania w terenie i za granicą. W 1943 roku, przebywając ponownie w Teheranie z zadaniem przygotowania ochrony agenturalnej dla przyszłej konferencji Wielkiej Trójki, wykrył obecność w tym mieście Oddziału Specjalnego Otto Skorzenego, oficera SS, który stał się sławny po uwolnieniu Benito Mussoliniego, uwięzionego przez antyfaszystowski rząd włoski. Oddział Skorzenego przygotowywał zamach na jednego z członków konferencji teherańskiej, prawdopodobnie prezydenta Stanów Zjednoczonych Franklina D. Roosevelta. W 1945 roku Andriej Otroszczenko zajmował się m.in. sprawą Konstantina Wołkowa, oficera wywiadu Ludowego Komisariatu Bezpieczeństwa Państwowego (NKGB), który przebywając w Turcji w randze wicekonsula, w zamian za azyl dla niego i jego rodziny, zaoferował tajemnice radzieckiego wywiadu, m.in. informacje o szpiegach wywiadu NKWD/NKGB, piastujących bardzo wysokie stanowiska w brytyjskim wywiadzie (SIS), kontrwywiadzie (SS) oraz w MSZ (zob. Siatka szpiegowska Cambridge). Zeznania K. Wołkowa wylądowały na biurku Kima Philby’ego, głównego członka siatki szpiegowskiej Cambridge i wówczas szefa sekcji IX ds ZSRR i Europy Wschodniej. Po jego donosie Andriej Otroszczenko został wysłany przez centralę do Turcji wraz z innymi oficerami NKGB, pod przykryciem dyplomatów, z zadaniem przywiezienia Wołkowa do Moskwy. Wołkow i jego żona, uśpieni, zostali wniesieni na noszach na pokład sowieckiego samolotu lecącego do Moskwy, gdzie po dotarciu na miejsce Wołkow został przesłuchany i zastrzelony.
Otroszczenko za zasługi wojenne został odznaczony m.in. Orderem Czerwonego Sztandaru i Czerwonej Gwiazdy oraz 5 medalami.
Po reorganizacji ludowych komisariatów w ministerstwa służył I Zarządzie Głównym do 25.06.1947 roku na stanowisku naczelnika Zarządu 1-"A" (wywiad dyplomatyczny 1 Zarządu Głównego Ministerstwa Bezpieczeństwa Państwowego (MGB), współpracując bezpośrednio z ówczesnym naczelnikiem tego zarządu, generałem-porucznikiem Piotrem Kubatkinem. W 1947 roku, po reorganizacji organów wywiadu radzieckiego, m.in. z kompetencji Głównego Zarządu Wywiadowczego Szt. Gen. SZ ZSRR (GRU) wyjęto wywiad zagraniczny i połączono go z I Zarządem Ministerstwa Bezpieczeństwa Państwowego, tworząc w ten sposób nową instytucję – Komitet Informacji (KI) przy Radzie Ministrów ZSRR, na czele którego stanął jako przewodniczący były Minister SZ Wiaczesław Mołotow. Przez następne pięć lat (do 1952 roku, czyli do czasu likwidacji KI), Otroszczenko stał na czele 3. Zarządu KI.
Po likwidacji KI i powrocie wywiadu zagranicznego pod kompetencje MGB, do 1953 był (p.o) naczelnika nsst. naczelnikiem 4 Zarządu w I Zarządzie Głównym MGB (wywiad zagraniczny). Od 10 listopada 1952 do 18 lutego 1953 był zastępcą przedstawiciela MGB w Niemczech W połowie 1953 roku przeszedł do pracy w powiększonym Ministerstwie Spraw Wewnętrznych ZSRR (MWD), do II Zarządu Głównego, (wywiad zagraniczny) na stanowisko pomocnika ów 2. Zarządu Głównego, był nim tylko od 17 marca 1953 do 17 lipca 1953 roku i wkrótce został mianowany rezydentem wywiadu w Teheranie, służąc tam do 1955 roku, (od 1954 roku w KGB przy Radzie Ministrów ZSRR). W rok po powrocie z Teheranu Andriej Otroszczenko z powodów zdrowotnych odszedł z pracy w I Zarządzie Głównym KGB. Zmarł w 1993 roku w Rosji.